# Leptogenys jeanneli
Leptogenys jeanneli är en myrart som beskrevs av Santschi 1914. Leptogenys jeanneli ingår i släktet Leptogenys och familjen myror. Inga underarter finns listade i Catalogue of Life.